# AEGEE
L'AEGEE (en francès Association des États Généraux des Étudiants de l'Europe), també anomenada Fòrum d'Estudiants Europeus, és una de les organitzacions interdisciplinàries d'estudiants més grans d'Europa. El seu nom prové, d'una banda del mar Egeu, un dels llocs del naixement de la democràcia moderna, i de l'altra banda del primer parlament establert al principi de la Revolució Francesa, els Estats Generals (États Généraux en francès).

## Descripció
L'organització es va fundar l'any 1985 i la formen uns 17.000 membres en 260 ciutats de 42 països europeus (dades del novembre del 2004).
AEGEE promociona una Europa unida, la cooperació, la comunicació i la integració sense fronteres a l'entorn acadèmic. No recolza cap partit polític i no té estructures nacionals, operant únicament a nivell local i europeu.

## Història
- 1985. L'associació va començar al primer event d'EGEE: una reunió a París d'estudiants locals, de Leiden, de Londres, de Madrid, de Milà i de Múnic, organitzada pel seu fundador, Franck Biancheri.
- Octubre de 1986. Són formats tres grups EGEE de treball: Patrocini, Aprenentatge i Estudi de la llengua; es fa una conferència sobre el desenvolupament transfronterer a Nimega; al començament de l'any acadèmic, EGEE-Europa té 26 antenes i 6.000 membres.
- Novembre de 1986. A Heidelberg, una conferència sobre les relacions entre l'Est i Europa; a Tolosa de Llenguadoc, la primera European Space Weekend.

## Activitats
AEGEE actua de plataforma per a millorar la comunicació europea universitària i motivar el debat sobre les realitats humanes, culturals i polítiques de les distintes societats. Així s'organitzen cursos, debats, congressos, conferències, seminaris i més de 100 universitats d'estiu (normalment anomenades SU per les seves sigles en anglès) repartides en les diferents ciutats en les quals està representada l'associació. Les conferències i seminaris tenen motius tan diversos com l'ampliació de la UE, el conflicte d'Orient Mitjà o el multiculturalisme a Amsterdam.
AEGEE va impulsar l'aparició del programa Erasmus amb François Mitterrand al març del 1987.

## Organització
Les seus d'AEGEE reben el nom d'antenes i n'hi ha un total de 270 en diferents ciutats Europees. No estan organitzades per països sinó per regions geogràfiques (AEGEE-Barcelona correspon a la "Far-West Region").
Les antenes funcionen de manera independent encara que sempre dintre dels Estatuts aprovats per AEGEE-Europa.
Cada sis mesos hi ha una assemblea estatutària anomenada Agora, a la qual totes les antenes defineixen les línies d'actuació de l'associació a nivell europeu.

## Finançament
Les fonts d'ingressos d'AEGEE són les quotes dels socis i, sobretot, les subvencions de l'administració (Generalitat de Catalunya, Ajuntament de Barcelona, Unió Europea…) i les universitats (UB, UPC, UAB…).